# The Planter's Wife
The Planter's Wife er en amerikansk stumfilm fra 1908 af D. W. Griffith.

## Medvirkende
- Arthur V. Johnson som John Holland
- Claire McDowell som Mrs. John Holland
- Harry Solter som Tom Roland
- Florence Lawrence som Tomboy Nellie
- George Gebhardt